# Nowa Wieś (Ociesęki)
Nowa Wieś – część wsi Ociesęki w Polsce, położona w województwie świętokrzyskim, w powiecie kieleckim, w gminie Raków.
W latach 1975–1998 Nowa Wieś administracyjnie należała do województwa kieleckiego.